# 萊克維尤 (密歇根州)
萊克維尤（英語：Lakeview）是位於美國密歇根州蒙卡爾姆縣卡托鎮區的一個村。

## 人口
根據2020年美國人口普查的數據，萊克維尤的面積為4.74平方千米，當中陸地面積為3.88平方千米，而水域面積為0.86平方千米。當地共有人口1024人，而人口密度為每平方千米216人。